# Hedgerley
Hedgerley är en civil parish i Storbritannien.   Den ligger i kommunen Buckinghamshire och riksdelen England, i den södra delen av landet, 30 km väster om huvudstaden London.